# Pierre Narcisse
Pour les articles homonymes, voir Narcisse.
 (août 2020).
Le contenu est difficilement compréhensible vu les erreurs de traduction, qui sont peut-être dues à l'utilisation d'un logiciel de traduction automatique.
Pierre Narcist (en russe : Пьер Нарцисс), né le 19 février 1977 au Cameroun et mort le 21 juin 2022 à Moscou, est un chanteur russe d'origine camerounaise.

## Biographie
Né au Cameroun, Mudio Mukuto Pierre Narcissus De Napoli De Souza joue au football dès son enfance. À l'âge de 13 ans, il commence à apprendre à jouer du saxophone ténor. Au début des années 1990, il forme le premier groupe à interpréter des chansons dans des clubs au Cameroun, en chantant en français et en différentes langues locales.
Il a participé à Factory of Stars 2, où sa chanson phare était Chocolate Hare.
Fin 2004, il sort son premier album : Chocolate Hare.
En 2006, il reçoit le titre honorifique d'« Artiste honoré d'Ingouchie ».
En 2013, il enregistre avec Mikhail Grebenshikov les singles Domes et Sakhalin Love.
Il meurt le 21 juin 2022 à Moscou.

## Discographie
- 2003 : Chocolate Hare